# David Henestrosa
David Henestrosa Roca es un deportista español que compitió en triatlón. Ganó una medalla de bronce en el Campeonato Europeo de Xterra Triatlón de 2004.

## Palmarés internacional
| Campeonato Europeo | Campeonato Europeo                | Campeonato Europeo | Campeonato Europeo |
| Año                | Lugar                             | Medalla            | Prueba             |
| ------------------ | --------------------------------- | ------------------ | ------------------ |
| 2004               | Hluboká nad Vltavou ( Rep. Checa) | Medalla de bronce  | Individual         |